# Мопти (область)
Мо́пти (фр. Mopti) — область (провинция) в Мали.
- Административный центр — город Мопти.
- Площадь — 79 017 км², население — 2 037 330 человек (2009 год).

## География

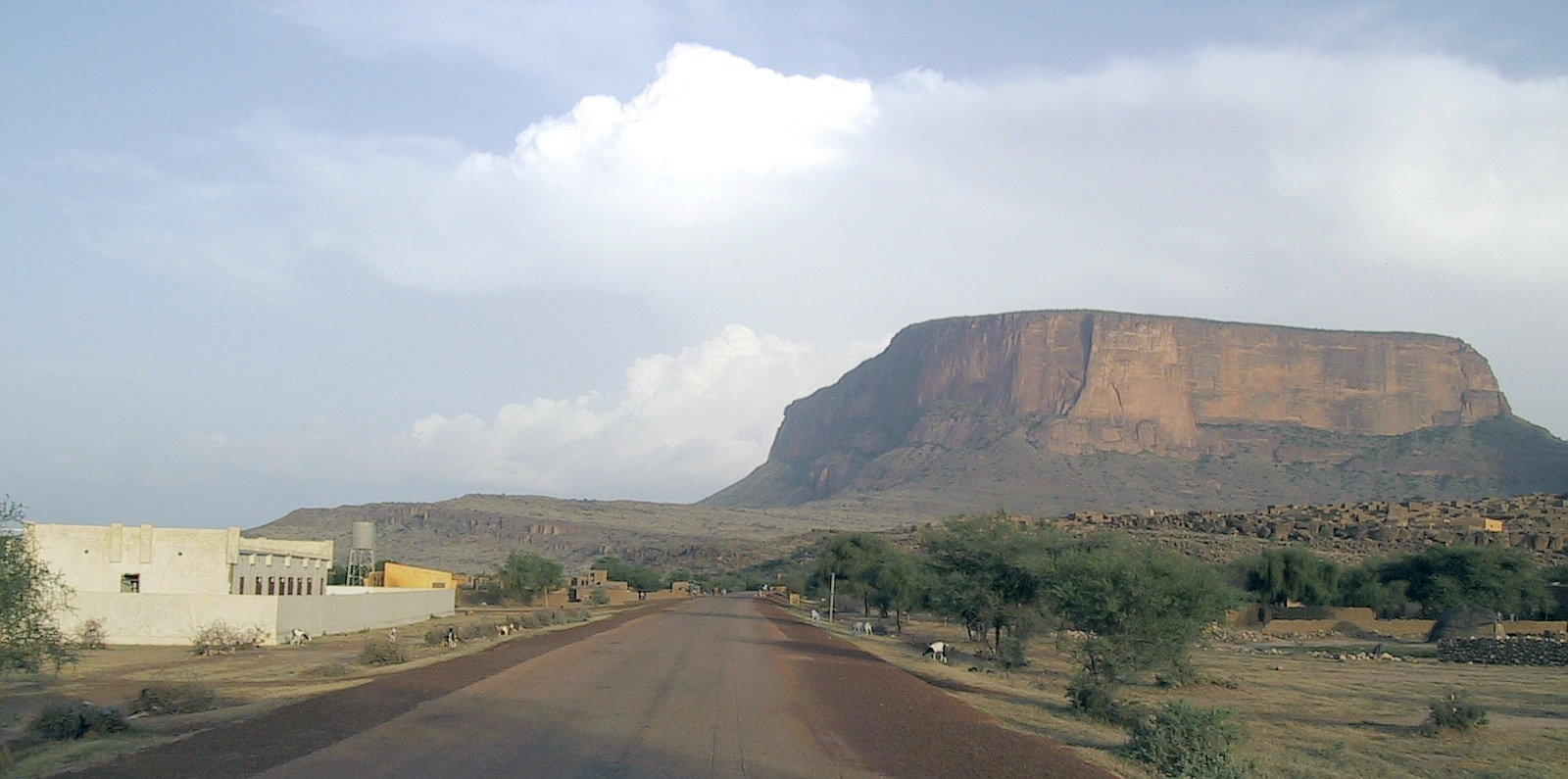
Гора Гомбори Тондо

На севере граничит с областью Томбукту, на западе с областью Сегу, на юго-востоке с Буркина-Фасо.
Протекающая через провинцию река Нигер разбивается здесь на множество рукавов и образует многочисленные озёра. Сама же провинция лежит в зоне Сахеля. В провинции Мопти находится также высочайшая гора Мали — Гомбори Тондо.

## Население
Провинцию Мопти населяют народы догон, сонгаи, бозо, фульбе, бамбара.
Наиболее крупные города — Мопти, Дженне, Дуентца.

## Административное деление
В административном отношении область состоит из 8 округов:

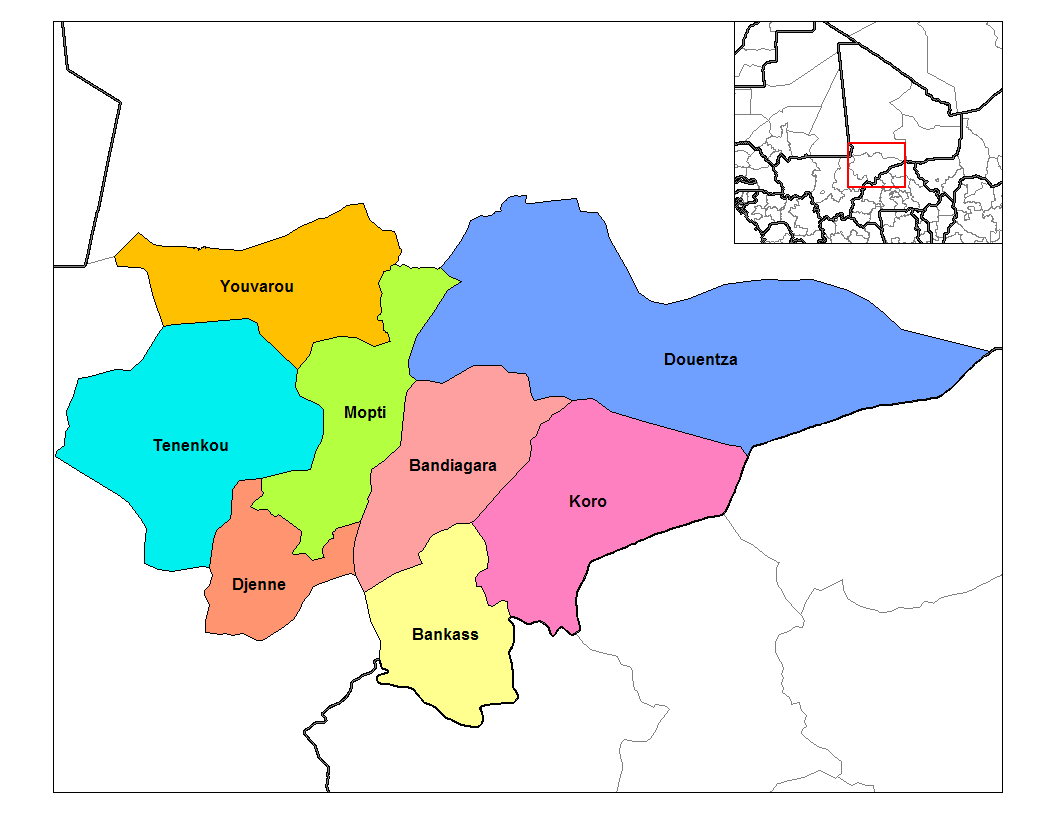
Административная карта Мопти.

| Округ      | Площадь, км² | Население, чел. (2009) |
| ---------- | ------------ | ---------------------- |
| Бандиагара | 10 520       | 317 965                |
| Банкас     | 9 054        | 263 446                |
| Дженне     | 4 563        | 207 260                |
| Дуэнтца    | 23 481       | 247 794                |
| Коро       | 10 937       | 361 944                |
| Мопти      | 7 262        | 368 512                |
| Тененку    | 11 297       | 163 641                |
| Ювару      | 7 139        | 106 768                |

## Экономика
До начала африканских засух 70-х — 80-х годов XX столетия провинция Мопти являлась крупным производителем и экспортёром сельскохозяйственной продукции и продовольствия (рис, рыба, скот). В настоящее время Мопти вынуждена ввозить продукты питания.

## Достопримечательности
Провинция Мопти — одна из наиболее привлекательных для туристов территорий в Западной Африке. Здесь расположены относящиеся к Всемирному наследию ЮНЕСКО Великая мечеть Дженне, скалы Бандиагара и самая высокая гора в Мали — Хомбори (Гомбори).